# 씰 팀
《씰 팀》(영어: SEAL Team)은 2017년부터 2024년까지 방영된 미국의 텔레비전 드라마이다.

## 줄거리
씰 팀은 미 해군 네이비 실의 최정예 부대인 데브그루의 브라보팀이 전 세계적으로 위험한 임무를 계획하고 수행하는 과정과 그 안에서 그들과 그들의 가족 사이에서 겪는 이야기를 다룬다.

## 에피소드
| 시즌 | 시즌 | 회수 | 방송 날짜        | 방송 날짜        | 방송 날짜         |
| 시즌 | 시즌 | 회수 | 시즌 시작        | 시즌 종료        | 방송국            |
| ---- | ---- | ---- | ---------------- | ---------------- | ----------------- |
|      | 1    | 22   | 2017년 9월 27일  | 2018년 5월 16일  | CBS               |
|      | 2    | 22   | 2018년 10월 3일  | 2019년 5월 22일  | CBS               |
|      | 3    | 20   | 2019년 10월 2일  | 2020년 5월 6일   | CBS               |
|      | 4    | 16   | 2020년 12월 2일  | 2021년 5월 26일  | CBS               |
|      | 5    | 14   | 2021년 10월 10일 | 2022년 1월 23일  | CBS / 파라마운트+ |
|      | 6    | 10   | 2022년 9월 18일  | 2022년 11월 20일 | 파라마운트+       |